# Askopa Xenihtia
Askopa Xenihtia (en griego: "Άσκοπα Ξενύχτια"; en español: "Noches sin sentido") es el segundo sencillo de la cantante griega Helena Paparizou para la promoción de su séptimo álbum en griego y décimo de toda su carrera en solitario. Tanto el videoclip como la canción fueron lanzados odficialmente el 26 de marzo en tiendas y servidores digitales. La canción está compuesta por Dimitris Xipolias y el equipo ARCADE, formado por Anastasios Rammos, Pavlos Manoli, Diveno y Gaby Russell.

## Antecedentes
A finales de febrero de 2019 Helena Paparizou anunciaba en una entrevista que para el siguiente mes de marzo se publicaría el que sería el segundo sencillo de su próximo álbum, el cual estaría compuesto por canciones totalmente en griego y con un nuevo estilo; marcando una nueva era. En un primer momento se habló en la prensa griega de que la canción estaría compuesta por Giorgos Papadopoulos debido a que el compositor y cantante había publicado en febrero en sus redes sociales que colaboraría con Helena Paparizou en su nueva era.  El 12 de marzo, Paparizou realizaba una entrevista para la revista griega HitChannel en la que hacía público el título de la canción y quienes eran los responsables de la creación de la canción. También hablaba que en esta ocasión había seleccionado para su nuevo sencillo a Dimitris Xipolias, compositor de "Etsi Ki Etsi", y al equipo ARCADE, autores de "An Me Dis Na Kleo" y "Kati Skoteino".

## Posicionamiento
| Listas         | Posición más alta |
| -------------- | ----------------- |
| Airplay Grecia | 1                 |
| Airplay Chipre | 1                 |